# Балата ди Бајда (Трапани)
Балата ди Бајда је насеље у Италији у округу Трапани, региону Сицилија.
Према процени из 2011. у насељу је живело 209 становника. Насеље се налази на надморској висини од 197 м.